# Marianne Mendt
Marianne Mendt (nacida Marianne Krupicka; Viena, 29 de septiembre de 1945) es una actriz y cantante de jazz austriaca, más conocida por su participación en el Festival de la Canción de Eurovisión 1971.

## Carrera
Se desempeñó como cantante de jazz y, además, estuvo de gira como cantante y bajista con la banda The Internationals por toda Europa. De vuelta en Viena, fue seguida por el cazador de talentos Gerhard Bronner, quien le escribió la canción «A Glock'n», que fue usada para una serie de drama de televisión y alcanzó el puesto #12 cuando fue lanzado como sencillo en 1970. Lanzó varias «versiones austriacas» de canciones de pop y jazz muy conocidas, tales como «Mercy, Mercy, Mercy» (bajo el título de «I kann net lang mit dir bös' sein»), «Spinning Wheel» («A g'scheckert's Hutschpferd») y «Aquarius/Let the Sunshine In» («Der Wasserkopf»).

## Eurovisión 1971
En 1971, fue elegida por la radiofusora austriaca Österreichischer Rundfunk (ORF) para representar a dicho país con la canción «Musik» en el Festival de Eurovisión, celebrado en Dublín (Irlanda) el 3 de abril. Este hecho, marcó el retorno del país al festival luego de dos años de ausencia. «Musik», la única canción interpretada hasta la fecha en el dialecto alemán vienés en Eurovisión, se presentó en la primera posición, y alcanzó a llegar al 16.º puesto con 66 puntos (antepenúltimo lugar), después de una nerviosa presentación de Mendt.

## Después de Eurovisión
Combinó su carrera de cantante con la actuación en producciones en distintos teatros de Viena. En los años 1990, su carrera de actuación salió a la luz, notablemente en el papel de Gitti Schimek en el drama de televisión Kaisermühlen Blues, que fue representado desde 1992 hasta 2000.
Sigue desempeñándose activamente como actriz, apareciendo regularmente en conciertos y festivales de jazz en su natal Austria.